# Championnat du Tadjikistan de football 1994
Navigation
Saison précédente Saison suivante
La saison 1994 du Championnat du Tadjikistan de football est la troisième édition de la première division au Tadjikistan. La compétition regroupe seize clubs au sein d’une poule unique où ils s'affrontent deux fois, à domicile et à l'extérieur. À l'issue de la saison, afin de permettre le passage du championnat à quinze équipes, les deux derniers du classement sont relégués et remplacés par le champion de deuxième division.
C'est le Sitora Douchanbé, tenant du titre, qui remporte à nouveau la compétition cette saison après avoir terminé en tête du classement final, avec deux points d'avance sur le Pamir Douchanbé et quatre sur le Pakhtakor Proletarsk. C'est le second titre de champion du Tadjikistan de l'histoire du club.

## Les clubs participants
- FK Istravshan
- Sitora Douchanbé
- FK Khodjent
- Khosilot Parkhar
- Pakhtakor Proletarsk
- Pamir Douchanbé
- Kand Konibodom
- Chashma Shaartuz
- Ravshan Kulob
- Regar Tursunzoda
- Saikhun Khodjent
- Shodmon Ghissar
- Khulbuk Vose
- Vakhsh Qurghonteppa
- FK Shukhrat - Promu de D2
- Pakhtakor Douchanbé - Promu de D2

## Compétition
Le barème de points servant à établir le classement se décompose ainsi :
- Victoire : 2 points
- Match nul : 1 point
- Défaite : 0 point

### Classement
| Rang | Équipe               | Pts | J  | G  | N  | P  | Bp | Bc | Diff |
| ---- | -------------------- | --- | -- | -- | -- | -- | -- | -- | ---- |
| 1    | Sitora DouchanbéT    | 47  | 30 | 21 | 5  | 4  | 51 | 17 | +34  |
| 2    | Pamir Douchanbé      | 45  | 30 | 20 | 5  | 5  | 75 | 28 | +47  |
| 3    | Pakhtakor Proletarsk | 43  | 30 | 17 | 9  | 4  | 81 | 36 | +45  |
| 4    | Vakhsh Qurghonteppa  | 41  | 30 | 18 | 5  | 7  | 68 | 38 | +30  |
| 5    | Shodmon Ghissar      | 39  | 30 | 14 | 11 | 5  | 64 | 25 | +39  |
| 6    | FK Khodjent          | 37  | 30 | 14 | 9  | 7  | 43 | 23 | +20  |
| 7    | Regar Tursunzoda     | 35  | 30 | 14 | 7  | 9  | 69 | 40 | +29  |
| 8    | FK Istravshan        | 30  | 30 | 11 | 8  | 11 | 50 | 46 | +4   |
| 9    | FK ShukhratP         | 29  | 30 | 10 | 9  | 11 | 47 | 48 | -1   |
| 10   | Khulbuk Vose         | 28  | 30 | 10 | 8  | 12 | 55 | 59 | -4   |
| 11   | Pakhtakor DouchanbéP | 22  | 30 | 8  | 6  | 16 | 47 | 84 | -37  |
| 12   | Ravshan KulobC       | 21  | 30 | 9  | 3  | 18 | 41 | 71 | -30  |
| 13   | Khosilot Parkhar     | 18  | 30 | 7  | 4  | 19 | 34 | 67 | -33  |
| 14   | Saikhun Chkalovsk    | 17  | 30 | 7  | 3  | 20 | 35 | 73 | -38  |
| 15   | Kand Konibodom       | 14  | 30 | 6  | 2  | 22 | 32 | 81 | -49  |
| 16   | Chashma Shaartuz     | 14  | 30 | 5  | 4  | 21 | 27 | 78 | -51  |

|  | Qualification pour la Coupe d'Asie des clubs champions 1995                                 |
|  | Relégation en deuxième division                                                             |
|  | T : Tenant du titre C : Vainqueur de la Coupe du Tadjikistan P : Promu de deuxième division |

## Bilan de la saison
| Championnat du Tadjikistan de football 1994 |                             |
| Champion                                    | Sitora Douchanbé (2e titre) |
| Coupes et trophées                          |                             |
| Vainqueur de la Coupe du Tadjikistan 1994   | Ravshan Kulob               |
| Qualifications continentales                |                             |
| Coupe d'Asie des clubs champions 1995       | Sitora Douchanbé            |
| Coupe des Coupes 1995                       | Aucun                       |
| Promotions et relégations                   |                             |
| Promus en Vysshaya Liga                     | SKA Douchanbé               |
| Relégués en Deuxième division               | Kand Konibodom              |
| Relégués en Deuxième division               | Chashma Shaartuz            |